# Kam Heskin
Kam Erika Heskin (Grand Forks, 8 maggio 1973) è un'attrice statunitense.

## Filmografia parziale

### Cinema
- Henry: Portrait of a Serial Killer, Part II, regia di Chuck Parello (1986)
- I gattoni (Tomcats), regia di Gregory Poirier (2001)
- Planet of the Apes - Il pianeta delle scimmie (Planet of the Apes), regia di Tim Burton (2001)
- Prova a prendermi (Catch Me If You Can), regia di Steven Spielberg (2002)
- Vlad, regia di Michael D. Sellers (2003)
- Pride & Prejudice: A Latter-Day Comedy, regia di Andrew Black (2003)
- This Girl's Life, regia di Ash (2003)
- Dirty Love - Tutti pazzi per Jenny (Dirty Love), regia di John Mallory Asher (2005)
- Un principe tutto mio 2 - Un matrimonio da favola (The Prince & Me 2: The Royal Wedding), regia di Catherine Cyran (2006)
- Un principe tutto mio 3 (The Prince & Me: A Royal Honeymoon), regia di Catherine Cyran (2008) - direct-to-video
- Un principe tutto mio 4 (The Prince & Me: The Elephant Adventure), regia di Catherine Cyran (2010) - direct-to-video

### Televisione
- Blackjack - film TV (1998)
- Sunset Beach - 229 episodi (1998-1999)
- Coastal Dreams (2007)
- CSI: NY - 2 episodi (2007, 2008)
- Passions - 42 episodi (2006-2008)

## Doppiatrici italiane
Nelle versioni in italiano delle opere in cui ha recitato, Kam Heskin è stata doppiata da:
- Domitilla D'Amico in Dirty Love - Tutti pazzi per Jenny
- Barbara De Bortoli in Un principe tutto mio 2 - Un matrimonio da favola
- Elena Morara in CSI: NY (ep. 4x05)
- Emanuela Baroni in CSI: NY (ep. 4x15)

Da doppiatrice, è stata sostituita da:
- Tenerezza Fattore in CSI: NY (Avatar Donna)
- Alessandro Ballico in CSI: NY (Avatar Uomo)
- Nicola Braile in CSI: NY (Avatar Diavolo)